# Receptor GPS

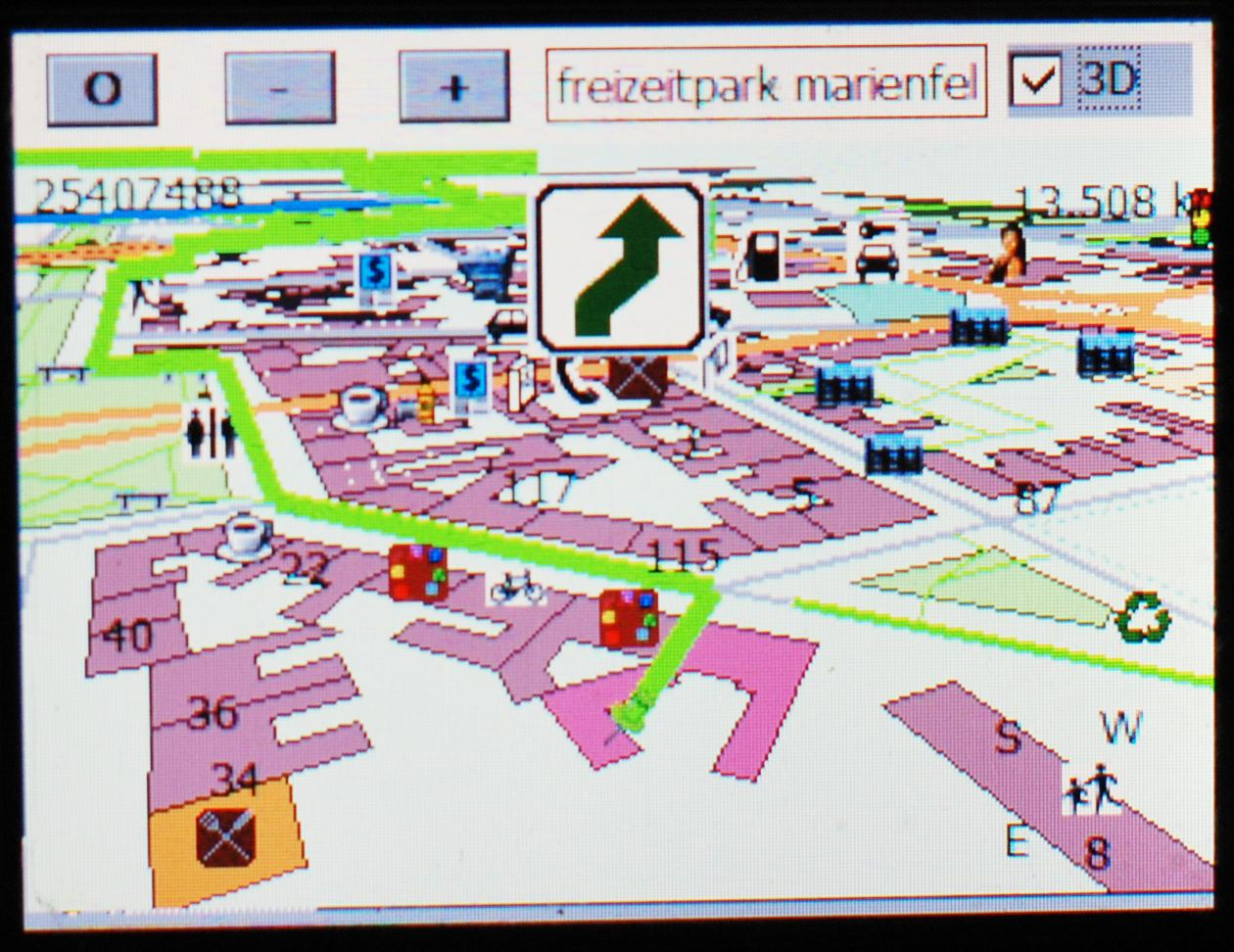
Navegación en bicicleta con asistente de navegación personal

Un receptor GPS es un dispositivo de bolsillo que permite saber la posición geográfica longitud y latitud con una posición de unos metros, usando la tecnología GPS. Son el sustituto de los mapas de bolsillo.

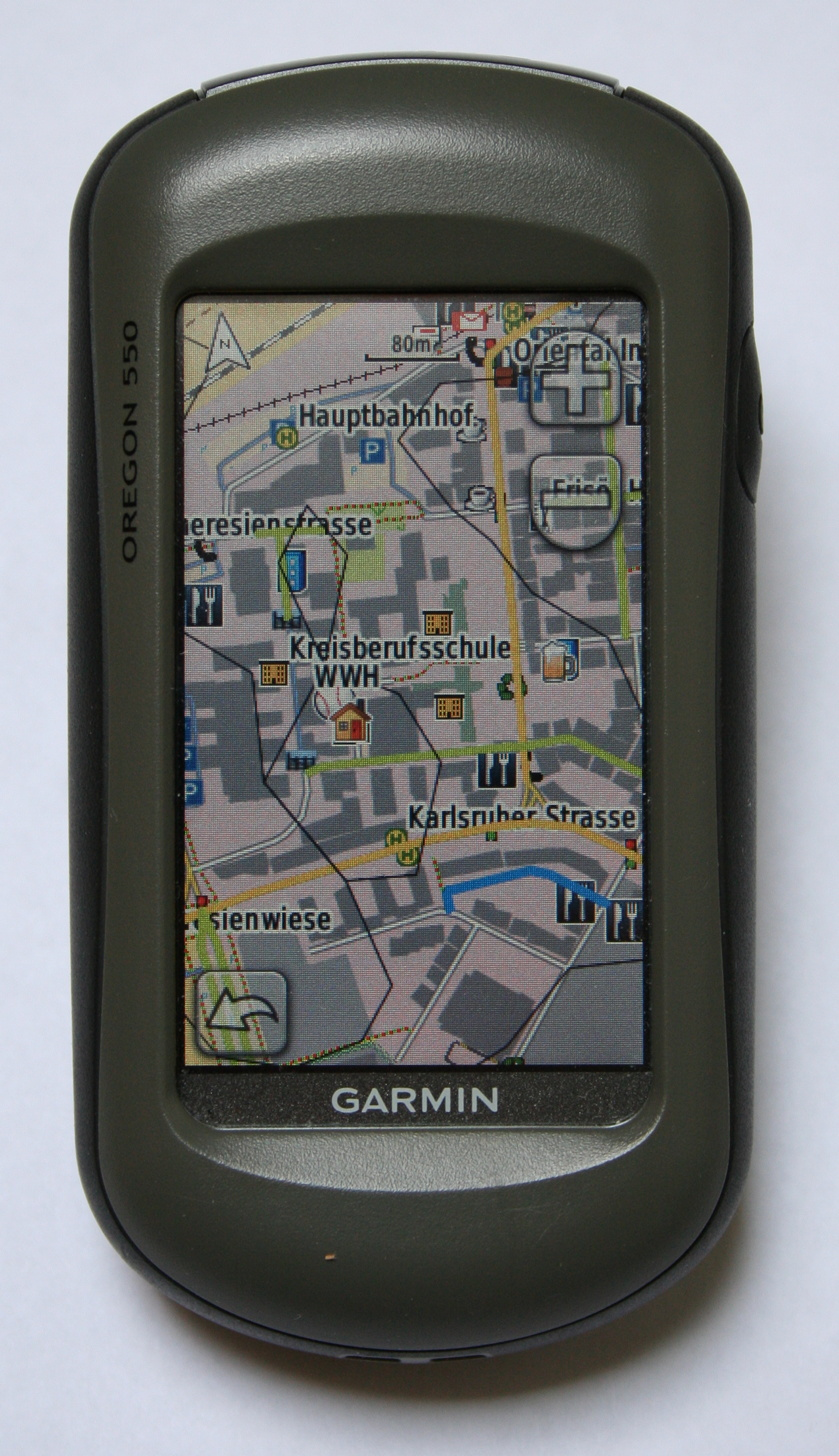
GPS con mapa electrónico

Normalmente estos dispositivos también permiten saber la hora de referencia con gran precisión. Actualmente estos dispositivos tienen unas medidas tan reducidas que se pueden llevar al bolsillo.

## Tipos de dispositivos
Existen dispositivos con una pantalla para poder ver los puntos geográficos de referencia como por ejemplo ríos, carreteras e incluso calles, en las áreas urbanas. Normalmente también es posible cargar diferentes mapas de detalle a su memoria según la situación geográfica en la que se quieran utilizar.
También existen dispositivos sin pantalla diseñados para usarlos con un ordenador de bolsillo o portátil, un teléfono móvil o una cámara de fotos. Estos últimos permiten guardar información geográfica en los datos EXIF de la imagen.
Finalmente también existen aparatos integrados en un ordenador de bolsillo, teléfono móvil o cámara digital.